# Němetice
Němetice jsou vesnice, část města Kelč v okrese Vsetín. Nachází se asi 3,5 km na severovýchod od Kelče. Je zde evidováno 91 adres. Trvale zde žije 253 obyvatel.
Němetice je také název katastrálního území o rozloze 5,41 km2.

## Název
Na vesnici bylo přeneseno původní pojmenování jejích obyvatel Němětici odvozené od osobního jména Něměta (ve starší podobě Němata, jeho základem bylo němý). Význam místního jména byl „Němětovi lidé“.

## Pamětihodnosti
- Mohylník s popelnicemi v lese Doubrava

## Galerie

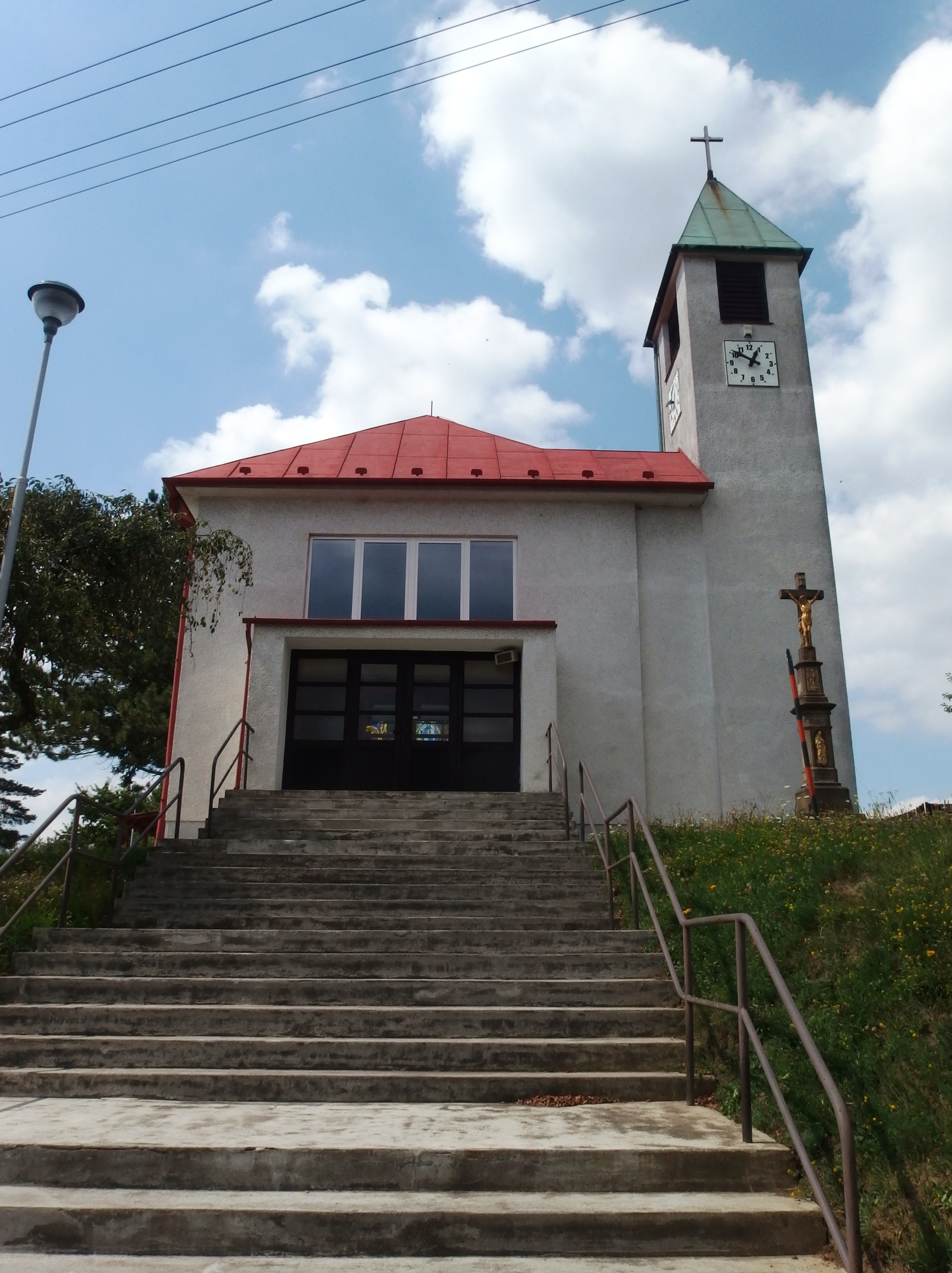
Kaple
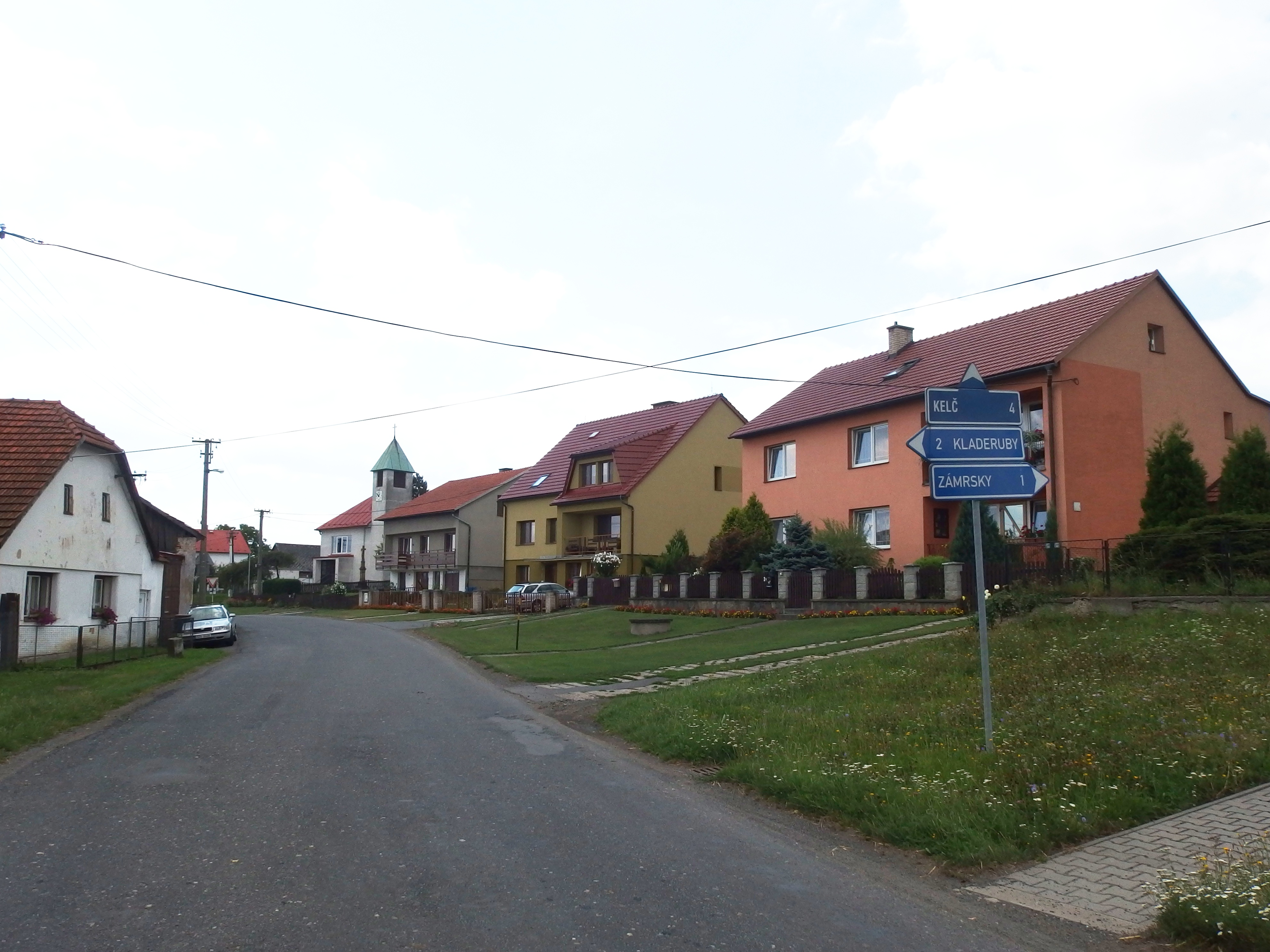
Střední část vesnice
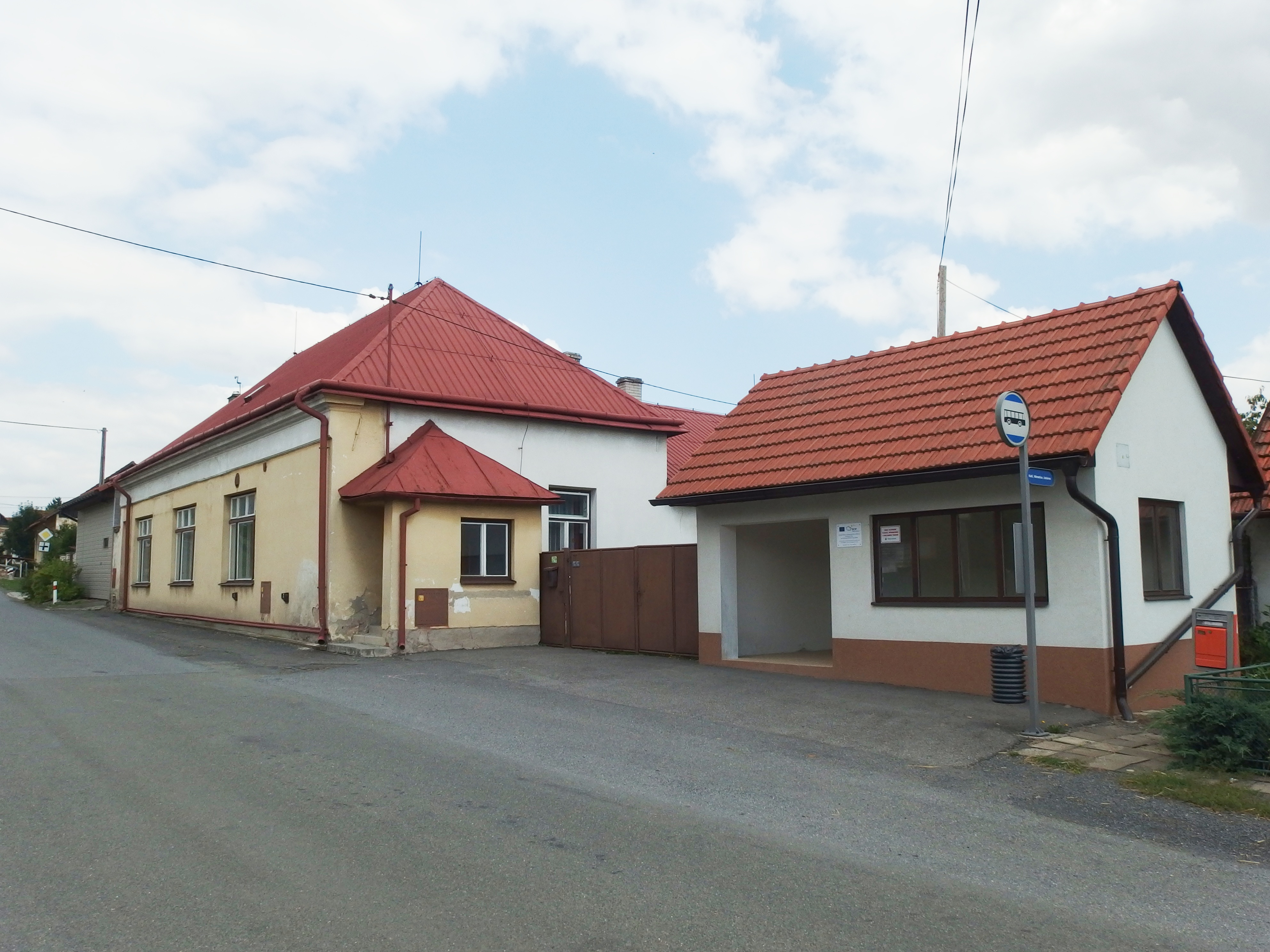
Autobusová zastávka a bývalá hospoda (?)
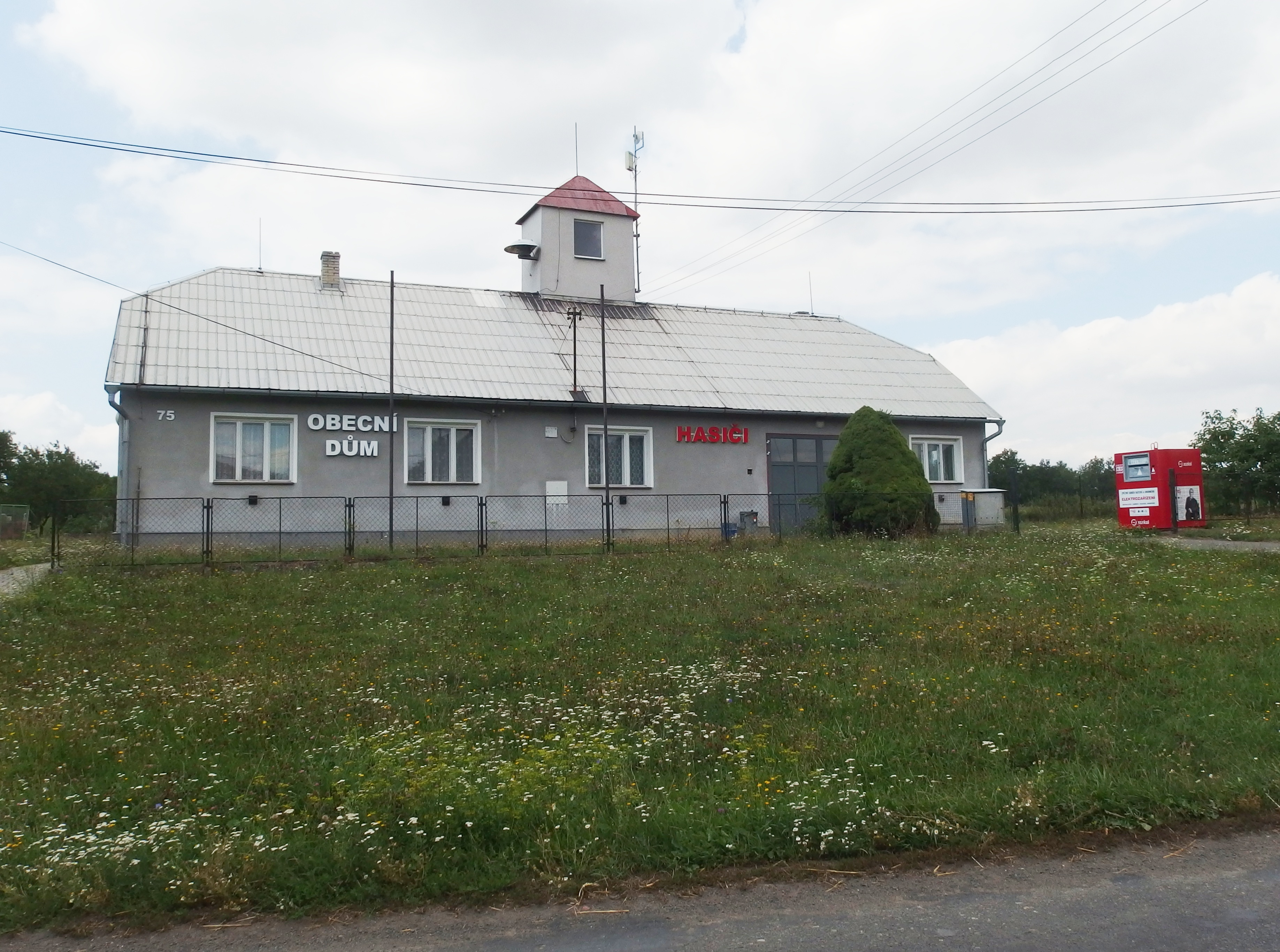
Obecní dům s hasičskou zbrojnicí